# Bezymjanka (metropolitana di Samara)
La stazione Bezymjanka (Безымянка) è una stazione della metropolitana di Samara.

## Storia
La stazione enne aperta all'esercizio il 26 dicembre 1987.